# 浜田寿美男
浜田 寿美男（はまだ すみお、1947年 - ）は、日本の発達心理学者。奈良女子大学名誉教授。
専門は、発達心理学・法心理学。冤罪事件における自白や証言に至る心理に関心を寄せて分析、供述鑑定にも携わる。著書に『「私」とは何か』(1999年)、『自白の心理学』(2001年)、『心はなぜ不自由なのか』(2009年)など。

## 来歴
香川県小豆島生まれ。京都大学文学部卒、同大学院文学研究科（心理学）博士課程単位取得後退学。
花園大学助教授、教授、奈良女子大学教授。2009年定年退任、名誉教授。立命館大学特別招聘教授。関西臨床心理士会の世話役を勤める。2000年から2006年まで法と心理学会理事長。
発達心理学の分野で著作、翻訳書が多数ある。子供が冤罪事件（甲山事件など）で証人としてかかわったケースに数多く関与して、そこから子供の心の読み取り方についての著述も多い。

## 著書
- 『証言台の子どもたち 「甲山事件」園児供述の構造』日本評論社 1986
- 『狭山事件虚偽自白』日本評論社 1988　のち北大路書房
- 『ほんとうは僕殺したんじゃねえもの 野田事件・青山正の真実』筑摩書房 1991
- 『自白の研究―取調べる者と取調べられる者の心的構図』三一書房、1992
- 『個立の風景 子どもたちの発達のゆくえ』ミネルヴァ書房 1993
- 『発達心理学再考のための序説』ミネルヴァ書房 1993
- 『ピアジェとワロン 個的発想と類的発想』ミネルヴァ書房 1994
- 『意味から言葉へ』ミネルヴァ書房 1995
- 『ありのままを生きる―障害と子どもの世界 今ここに生きる子ども 』岩波書店・1997　のち『障害と子どもたちの生きるかたち』現代文庫
- 『いま子どもたちの生きるかたち』ミネルヴァ書房 1998
- 『私のなかの他者 私の成り立ちとウソ』金子書房 1998
- 『「私」とは何か ことばと身体の出会い』講談社選書メチエ 1999
- 『自白の心理学』岩波新書 2001
- 『＜うそ＞を見抜く心理学―「供述の世界」から』日本放送出版協会・NHKブックス 2002
- 『身体から表象へ』ミネルヴァ書房 2002
- 『取調室の心理学』平凡社新書 2004
- 『子どものリアリティ　学校のバーチャリティ』 岩波書店 2005
- 『「私」をめぐる冒険 「私」が「私」であることが揺らぐ場所から』洋泉社新書y  2005
- 『自白が無実を証明する―袴田事件、その自白の心理学的供述分析』北大路書房 2006
- 『心はなぜ不自由なのか』PHP新書 2009
- 『子ども学序説 変わる子ども 変わらぬ子ども』岩波書店 2009
- 『私と他者と語りの世界―精神の生態学へ向けて』ミネルヴァ書房 2009
- 『子どもが巣立つということ この時代の難しさのなかで』ジャパンマシニスト社　2012
- 『虚偽自白はこうしてつくられる 狭山事件・取調べ録音テープの心理学的分析』現代人文社 2014
- 『〈子どもという自然〉と出会う この時代と発達をめぐる折々の記』ミネルヴァ書房 2015
- 『もうひとつの「帝銀事件」 二十回目の再審請求「鑑定書」』講談社選書メチエ 2016
- 『名張毒ぶどう酒事件　自白の罠を解く』岩波書店2016
- 『虚偽自白を読み解く』岩波新書2018
- 『袴田事件の謎』岩波書店2020
- 『心理学をめぐる私の時代史』シリーズ「自伝」ミネルヴァ書房 2021

### 共編著
- 『子どもの生活世界のはじまり』山口俊郎共著 ミネルヴァ書房 1984
- 『「私」というもののなりたち 自我形成論のこころみ』編著 ミネルヴァ書房 1992
- 『発達心理学入門』岡本夏木共著 岩波書店 1995
- 『事件のなかの子どもたち 「いじめ」を中心に』野田正人共著 岩波書店 1995
- 『教育評価を考える 抜本的改革への提言』長尾彰夫共編　ミネルヴァ書房 2000
- 『ひととひとをつなぐもの』山上雅子共編著 ミネルヴァ書房 2003
- 『からだとことばをつなぐもの』麻生武共編著 ミネルヴァ書房 2003
- 『学校という場で人はどう生きているのか』小沢牧子,佐々木賢共編著 北大路書房 2003
- 『よくわかる臨床発達心理学』麻生武共編 ミネルヴァ書房 2005
- 『赤ずきんと新しい狼のいる世界 「子ども学」構築のために 子どもの安全・保護と自立のはざまで』奈良女子大学子ども学プロジェクト共編 洋泉社 2008
- 『「渦中」の心理学へ 往復書簡心理学を語りなおす』伊藤哲司共著　新曜社　2010
- 『現場の心理学』麻生武共編著 かもがわ出版 奈良女子大学文学部〈まほろば〉叢書　2012
- 『日中法と心理学の課題と共同可能性』馬皚,山本登志哉,片成男共編著 北大路書房 法と心理学会叢書 2014
- 『ロボットの悲しみ コミュニケーションをめぐる人とロボットの生態学』岡田美智男,松本光太郎編著 麻生武,小嶋秀樹共著 新曜社 2014

### 翻訳
- H.ウェルナー, B.カプラン『シンボルの形成 言葉と表現への有機-発達論的アプローチ』柿崎祐一監訳 鯨岡峻共訳 ミネルヴァ書房 1974
- H.ウェルナー『発達心理学入門 精神発達の比較心理学』鯨岡峻共訳 ミネルヴァ書房, 1976
- ジャン・ピアジェ『知能の誕生』谷村覚共訳 ミネルヴァ書房 1978
- H.F.ハーロウ『愛のなりたち』ミネルヴァ書房 1978
- ワロン『身体・自我・社会』子どものうけとる世界と子どもの働きかける世界 ミネルヴァ書房 1983